# 우리들의 세계
〈우리들의 세계〉는 대한민국의 남매듀엣 ‘현이와 덕이’의 첫 번째 정규음반 《순진한 아이》의 B면 3번 트랙으로 발표된 곡이다. 《순진한 아이》가 발표되었을 때 장덕이 출연한 총 3부의 옴니버스 영화 《우리들의 고교시대》도 함께 개봉되었는데 장덕이 등장하는 제1부에서 <우리들의 세계>가 다른 편곡의 버전으로 사용되기도 했다. 《우리들의 고교시대》에서 영아 역을 맡은 장덕은 계집애 같은 사내 고교생 재수(김정훈 분)를 재수 부모님의 부탁을 받아 남자답게 탈바꿈 시키는 여고생 역할을 맡았다.

## 가사
영화 《우리들의 고교시대》에서 장덕은 김정훈과 행글라이더를 타며 하늘을 나는 신에서 너무도 여유로이 예쁘게 웃고 있었는데, 그 뒤에 깔린 음악이 바로 장덕이 작사 · 작곡한 <우리들의 세계>다. 가사는, "달려간다 날아간다 우리들의 세계로 / 두 주먹을 불끈쥐고 뒤 돌아 보지 않고 / 우리에겐 밝고 맑은 내일이 있다 / 이 세상을 주름 잡을 우리는 간다 / 하나 둘 하나 둘 셋 넷 / 뛰어라 날아라 저 하늘 높이 / 이 세상 주름잡을 우리는 간다".